# Latinskoamerická hudba
Latinskoamerická hudba je takový typ hudby, která pochází z Latinské Ameriky (včetně Karibiku a její karibskolatinské hudby).

## Charakteristika
Existuje mnoho různých latinskoamerických stylů, některé z nich mají afroamerické kořeny a tradice. Afroamerické kořeny jsou směsí kořenů evropských, afrických a domorodých hudebních tradic. Španělské a africké hudební tradice s evropskými, afroamerickými harmoniemi jsou součástí tropické latinskoamerické hudby.

## Styly smíchané s jinými proudy hudby
Většina následujících žánrů se vyvinula v 20. století, některé z nich v Jižní Americe.
- salsa - styl byl vytvořen v USA, v Karibském regionu.
- bossa nova - styl se vyvinul v Brazílii ze zdejších stylů hudby, které se míchaly s jazzem
- latin jazz - fusion afrokubánské hudby (příklad mambo, salsa, aj.), tato hudba se vyvinula v třicátých a čtyřicátých let v New Yorku.
- latin rock - americký hudební styl, který je populární v Latinské Americe. Styl je kombinací afrokaribských stylů a rocku
- latin pop - vyvinul se z pop music, která kombinovala elementy rhythm and blues, latinskoamerické hudby a soulové hudby
- songo - nová forma son hudby. Vyvinula se někdy kolem roku 1969. Kombinuje melodie sonu s rytmy rumby, rocku, funku i rhythm and blues.
- tex-mex, styl je kombinace hudebních žánrů z Texasu a Mexika

## Moderní hudební odnože s latinskoamerickými kořeny

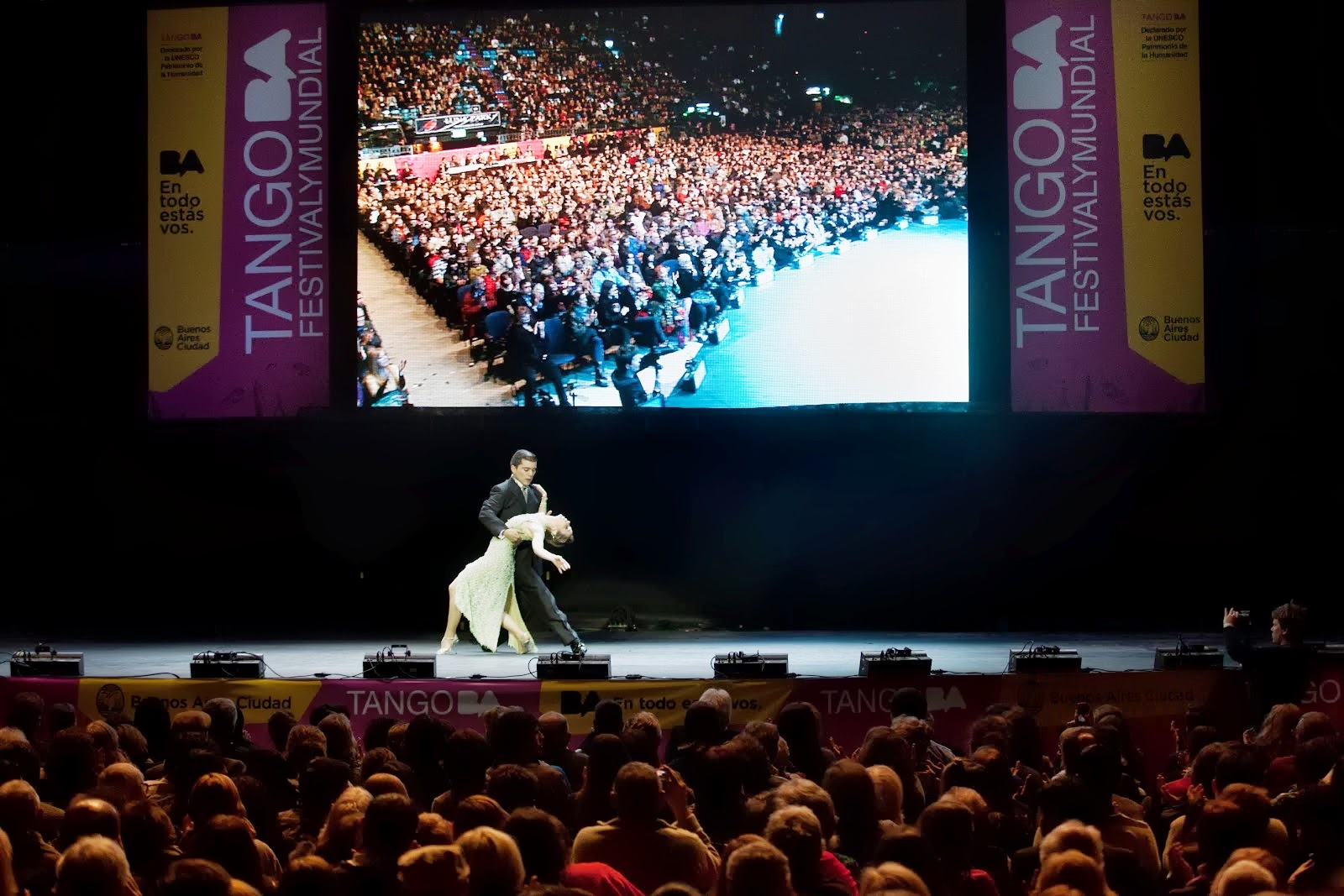
Tango

- reggaeton
- latin hip-hop
- merengue hip-hop
- latin ska
- cumbia villera
- cumbia romántica
- mangue beat
- techno cumbia
- rio funk
- electrotango
- latin house
- latin techno
- comerciales
- cuarteto merenguero
- salsa / timba
- rock nacional
- Guarania
- Chamarrita

## Umělci
Mezi některé latinskoamerické umělce patří například RBD, Ricky Martin, Enrique Iglesias, Shakira, Daniela Mercury, Gloria Estefan, Gilda, Natalia Oreiro, Thalía, Selena, Santana, nebo Julieta Venegas. V České republice se v tomto žánru pohybovala třeba Zuzana Navarová.

## Hudební nástroje
Mezi typické latinskoamerické nástroje patří různé perkusivní nástroje typu cowbell, conga, bongo bubínků, aj.